# ピンバイス
ピンバイスは、主に穴を開けるために用いられる道具。

## 解説
通常のドリルよりも細い穴を開けることができ、プラモデルやガレージキットの製作に使われることが多い。薄いプラスチックに穴をあけられる道具なので、普通の太いドリルでは破損させてしまう可能性がある模型類にも使いやすくい。
サイズは0.3mmなど1mm以下の小さいものが揃っており、細かい作業に向いている。
本体とドリル刃がセットにして販売されているものの他、ドリル刃のみで販売されているものもある。
ピンバイスは少数の穴をあけるのに向いているだけでなく、電源がない部屋でも気軽に工作できるのがメリットである。